# Cognac-la-Forêt

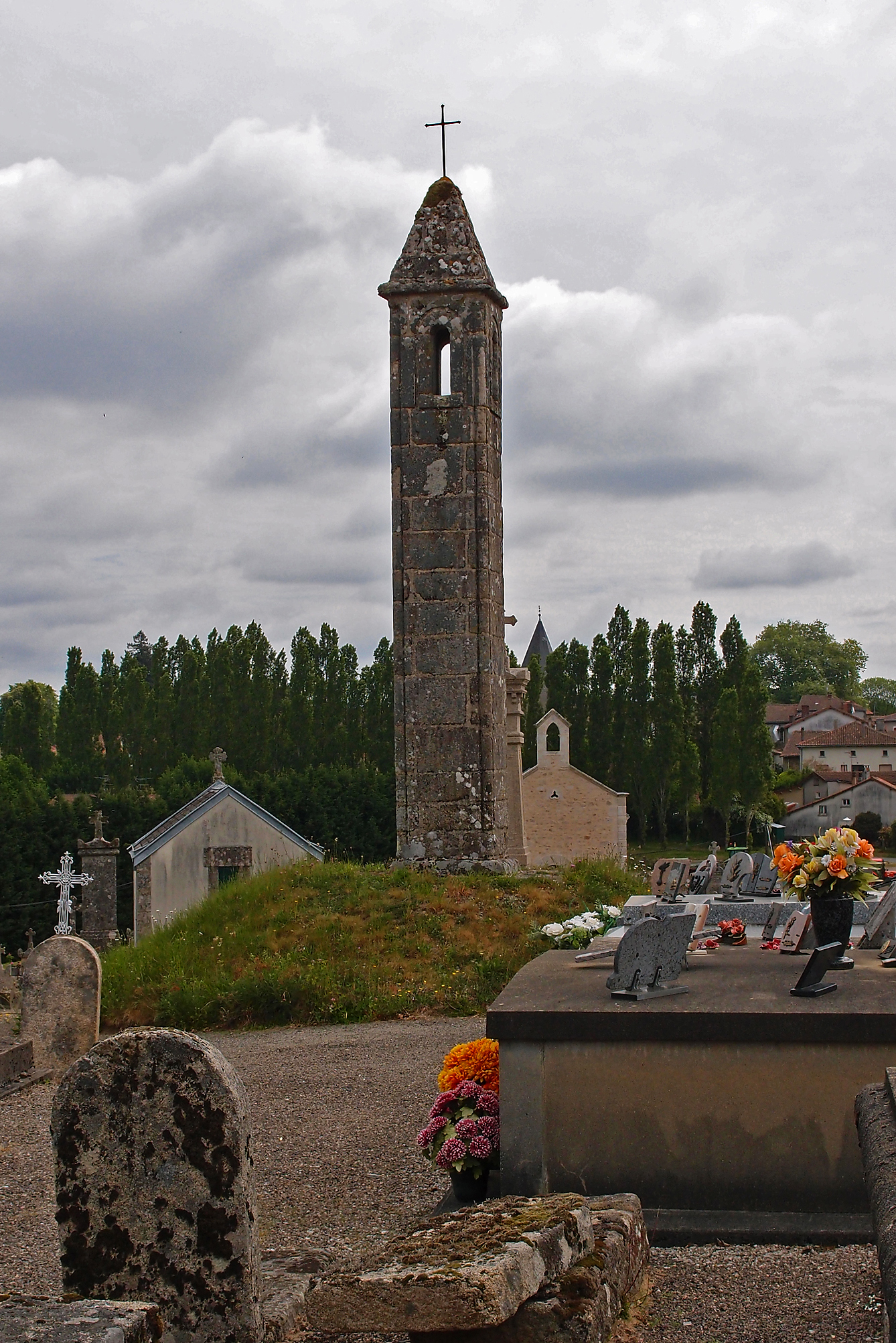
Kerk

Cognac-la-Forêt is een gemeente in het Franse departement Haute-Vienne (regio Nouvelle-Aquitaine) en telt 1025 inwoners (2004). De plaats maakt deel uit van het arrondissement Rochechouart.

## Geografie
De oppervlakte van Cognac-la-Forêt bedraagt 31,9 km², de bevolkingsdichtheid is 32,1 inwoners per km².
De onderstaande kaart toont de ligging van Cognac-la-Forêt met de belangrijkste infrastructuur en aangrenzende gemeenten.

## Demografie
Onderstaande figuur toont het verloop van het inwonertal (bron: INSEE-tellingen).

1. ↑  Populations de référence 2022.